# Даха
Даха́ (узб. Daha) — административно-территориальная единица в Ташкенте до начала XX века. Даха представляли собой фактически самостоятельные поселения, в каждом из которых имелись свои медресе, мечети, кладбища, базары, по 3 городских ворот. Они отличались друг от друга плотностью населения, характером застройки, преобладающими видами занятий среди населения. До 1784 года главы даха — хакимы (иногда должность районного правителя именуется аксакал) — часто враждовали друг с другом и желали подчинить себе остальные районы. Этот смутный период в истории города носит название чархаким («четыре хакима»).
До завоевания Российской империей территория Ташкента полностью разделялась между 4 даха: Бешагач, Кукча, Сибзар, Шейхантаур. Впоследствии они сохранились в Старом («сартовском») городе к западу от канала Анхор, который был противопоставлен Новому городу (на левобережье Анхора) с европейским населением. Только при Советской власти все части Ташкента были интегрированы в единое целое.

## Расположение
Границы между даха проходили приблизительно прямо и образовывали крест. Одна разграничительная линия тянулась с северо-востока на юго-запад, в основном по каналу Бозсу (главным образом, тому его участку, который выделяется в канал Джангоб). Другая пролегала с северо-северо-запада на юго-юго-восток по улицам Сагбан (между Кукчой и Сибзаром) и Бешагач (между Бешагачем и Шейхантауром). Эти линии пересекались у городского рынка (существует поныне близ станции метро «Чорсу»). Границы даха заходили внутрь центральной части Ташкента — Шахристана, — который тем самым, тоже делился между районами.
Юго-западный сектор города принадлежал даха Бешагач, северо-западный — даха Кукча, северный — даха Сибзар, восточный, крупнейший — даха Шейхантаур.

## Население
К моменту российского завоевания (1865) в Ташкенте проживало 76 тысяч жителей, расселённых по 140 микрорайонам — махалля. Эти микрорайоны формировались по классовой, производственной и национально-религиозной принадлежности его жителей.
В Сибзарской части наиболее распространённым занятием являлось сапожное ремесло, продукция которого шла на вывоз. Здесь также имелись мастера по изготовлению арб, хлебопашцы, которые сеяли за границей города люцерну, существовала и зажиточная прослойка гуртовщиков скота и торговцев. По землям этой даха протекал важнейший канал в старом Ташкенте — Калькауз, на берегах которого действовали мельницы.
На территории Шейхантаура занимались отливкой различной посуды из чугуна, производством масла, изготовлением седёл и грубой ткани — маты. В Кукче преобладали керамисты, кожевники, гуртовщики скота. Наконец, даха Бешагач, сравнительно менее населённое, было местом проживания земледельцев, к нему примыкали угодья и сады. Здесь же ремесленники-гишткоры выделывали и обжигали кирпичи.

## Сопоставление четырёх даха
| Даха       | Махалля | Мечетей | Медресе |
| ---------- | ------- | ------- | ------- |
| Бешагач    | 32      | 75      | 3       |
| Кукча      | 31      | 60      | 2       |
| Сибзар     | 38      | 78      | 3       |
| Шейхантаур | 48      | 70      | 3       |

## Исторические события
До конца XVIII века среди хакимов четырёх даха было принято обсуждать важнейшие вопросы совместно. В случае военной необходимости они поочерёдно выставляли армию. Однако в целом их отношения являлись враждебными, соперническими. В 1784 году соперничество вылилось в открытое вооружённое столкновение между четырьмя районами. Сражение произошло близ городского базара, в овраге, по которому протекал Бозсу. Этот участок канала стал известен как «Джангоб» — «ручей битвы». Победу одержал Юнусходжа, и посад признал его власть над всем городом.
После образования единого Ташкентского государства, Юнусходжа упразднил чархаким, но сохранил институт даха, представители которых стали советниками хана.